# Chevrières (Isère)
Pour les articles homonymes, voir Chevrières.
Chevrières est une commune française située dans le département de l'Isère en région Auvergne-Rhône-Alpes.
Historiquement rattachée à la province du Dauphiné, la commune est adhérente à la communauté de communes de  Saint-Marcellin Vercors Isère Communauté. Ses habitants sont appelés les  Chevriérois.

## Géographie

### Situation et description
La commune de Chevrières est située dans la partie occidentale du département de l'Isère, au nord-ouest de la ville de Saint-Marcellin, dont elle est limitrophe et au sud du plateau de Chambaran.
Son environnement naturel est essentiellement composée de collines et de coteaux qui dominent la vallée de l'Isère. Il s'agit d'un village à l'aspect essentiellement rural.

### Géologie
Le territoire de  la commune de Chevrières est situé sur la bordure sud-est du plateau de Chambaran.
Le plateau de Chambaran représente un modeste ensemble de reliefs à l'aspect plutôt ondulé et constitué d'une base composée de molasse du miocène, recouverte en grande partie par un placage d'un terrain original.

### Climat
Pour des articles plus généraux, voir Climat d'Auvergne-Rhône-Alpes et Climat de l'Isère.
En 2010, le climat de la commune est de type climat des marges montargnardes, selon une étude du Centre national de la recherche scientifique s'appuyant sur une série de données couvrant la période 1971-2000. En 2020, Météo-France publie une typologie des climats de la France métropolitaine dans laquelle la commune est exposée à un climat de montagne ou de marges de montagne et est dans la région climatique  Alpes du nord, caractérisée par une pluviométrie annuelle de 1 200 à 1 500 mm, irrégulièrement répartie en été. 
Pour la période 1971-2000, la température annuelle moyenne est de 11,1 °C, avec une amplitude thermique annuelle de 17,5 °C. Le cumul annuel moyen de précipitations est de 1 002 mm, avec 9,3 jours de précipitations en janvier et 6,2 jours en juillet. Pour la période 1991-2020, la température moyenne annuelle observée sur la station météorologique de Météo-France la plus proche, « Chatte_sapc », sur la commune de Chatte à 5 km à vol d'oiseau, est de 12,0 °C et le cumul annuel moyen de précipitations est de 967,8 mm,. Pour l'avenir, les paramètres climatiques de la commune estimés pour 2050 selon différents scénarios d'émission de gaz à effet de serre sont consultables sur un site dédié publié par Météo-France en novembre 2022.

### Hydrographie
Le territoire est sillonné par quelques ruisseaux en provenance du plateau de Chambaran, dont notamment le Merdaret, un affluent du Furand et donc un sous-affluent de l'Isère.

### Voies de communication
Le territoire de Chevrières est situé à l'écart des grands axes de communication et n'est traversé que par des axes secondaires dont la RD20a qui la  relie au village voisin de Bessins, depuis la commune de Chatte et la RD71c qui la relie à la commune de Roybon.
La gare ferroviaire la plus proche est la gare de Saint-Marcellin, commune limitrophe de Chevrières, laquelle est desservie par les trains TER Auvergne-Rhône-Alpes, en provenance de Valence-Ville et à destination de Genève-Cornavin, de Grenoble et de Chambéry-Challes-les-Eaux.

## Urbanisme

### Typologie
Au 1er janvier 2024, Chevrières est catégorisée commune rurale à habitat dispersé, selon la nouvelle grille communale de densité à sept niveaux définie par l'Insee en 2022.
Elle est située hors unité urbaine. Par ailleurs la commune fait partie de l'aire d'attraction de Saint-Marcellin, dont elle est une commune de la couronne,. Cette aire, qui regroupe 17 communes, est catégorisée dans les aires de moins de 50 000 habitants,.

### Occupation des sols
L'occupation des sols de la commune, telle qu'elle ressort de la base de données européenne d’occupation biophysique des sols Corine Land Cover (CLC), est marquée par l'importance des territoires agricoles (77,6 % en 2018), en diminution par rapport à 1990 (79,6 %). La répartition détaillée en 2018 est la suivante : 
zones agricoles hétérogènes (40,1 %), prairies (26,9 %), forêts (20,4 %), terres arables (10,4 %), zones urbanisées (1,9 %), cultures permanentes (0,2 %). L'évolution de l’occupation des sols de la commune et de ses infrastructures peut être observée sur les différentes représentations cartographiques du territoire : la carte de Cassini (XVIIIe siècle), la carte d'état-major (1820-1866) et les cartes ou photos aériennes de l'IGN pour la période actuelle (1950 à aujourd'hui).

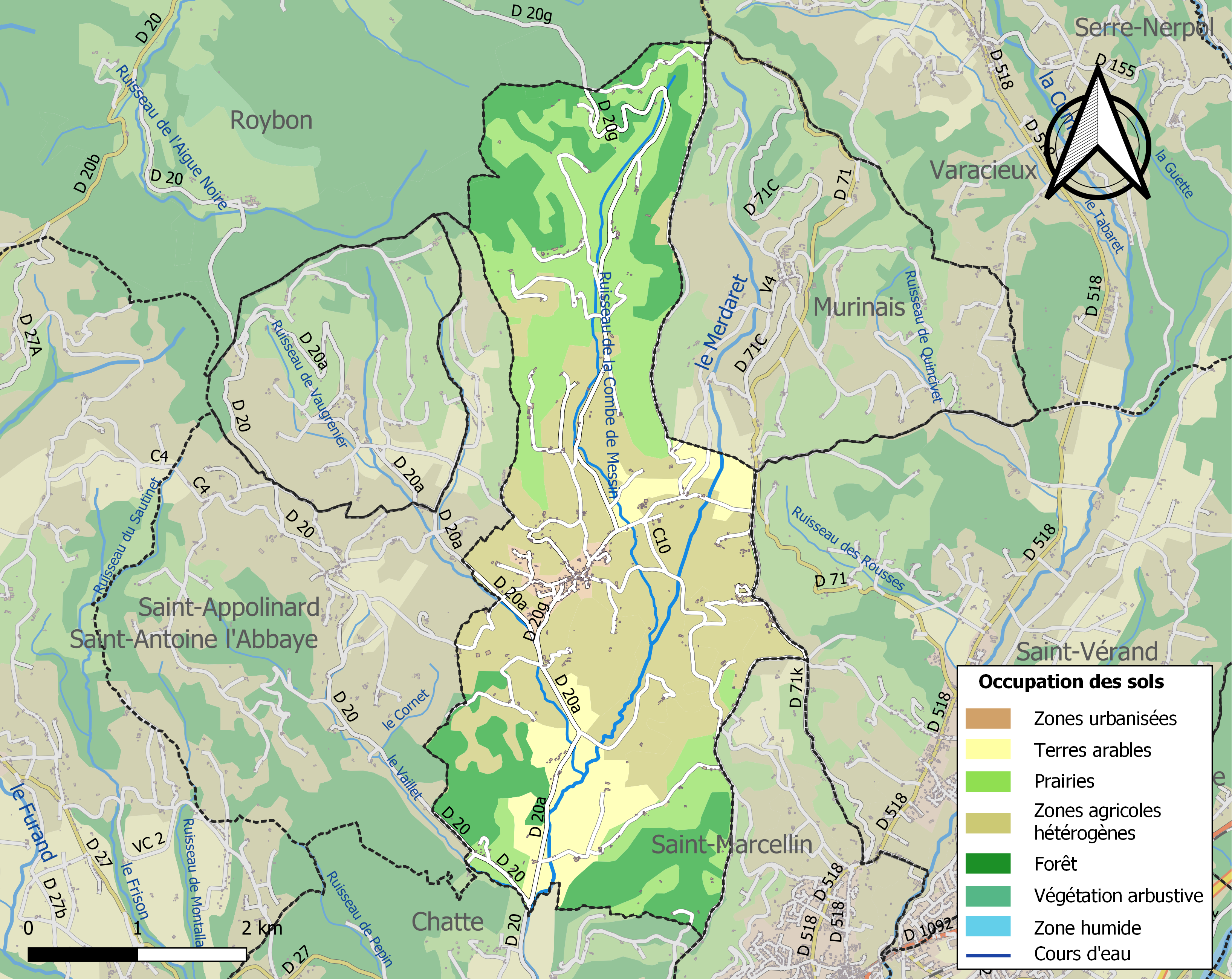
Carte des infrastructures et de l'occupation des sols de la commune en 2018 (CLC).

### Risques naturels et technologiques

#### Risques sismiques
L'ensemble du territoire de la commune de Chevrières est situé en zone de sismicité n°3 (sur une échelle de 1 à 5), mais en limite occidentale de la zone n°4 qui se situe dans la partie centrale du département de l'Isère dont fait partie un grand nombre de communes Sud-Grésivaudan.
| Type de zone | Niveau            | Définitions (bâtiment à risque normal) |
| ------------ | ----------------- | -------------------------------------- |
| Zone 3       | Sismicité modérée | accélération = 1,1 m/s2                |

## Toponymie
Son étymologie provient de l'agglutination du latin capra (chêvre) et du suffixe aria (aire) qui signifie : l'endroit où l'on élève des chèvres.

## Histoire

La place de l'église en 1914.

## Politique et administration

### Liste des maires
| Période                                  | Période  | Identité            | Étiquette | Qualité              |
| ---------------------------------------- | -------- | ------------------- | --------- | -------------------- |
| mars 2001                                | 2020     | Jean-Michel Rousset | DVG       | Agriculteur retraité |
| 2020                                     | En cours | Franck Rousset      |           |                      |
| Les données manquantes sont à compléter. |          |                     |           |                      |

## Population et société

### Démographie
L'évolution du nombre d'habitants est connue à travers les recensements de la population effectués dans la commune depuis 1793. Pour les communes de moins de 10 000 habitants, une enquête de recensement portant sur toute la population est réalisée tous les cinq ans, les populations de référence des années intermédiaires étant quant à elles estimées par interpolation ou extrapolation. Pour la commune, le premier recensement exhaustif entrant dans le cadre du nouveau dispositif a été réalisé en 2005.

En 2022, la commune comptait 737 habitants, en évolution de +3,51 % par rapport à 2016 (Isère : +3,07 %, France hors Mayotte : +2,11 %).
| 1793 | 1800 | 1806 | 1821 | 1831 | 1836 | 1841 | 1846 | 1851 |
| ---- | ---- | ---- | ---- | ---- | ---- | ---- | ---- | ---- |
| 890  | 837  | 923  | 830  | 914  | 841  | 934  | 877  | 947  |

| 1856 | 1861 | 1866 | 1872 | 1876 | 1881 | 1886 | 1891 | 1896 |
| ---- | ---- | ---- | ---- | ---- | ---- | ---- | ---- | ---- |
| 873  | 833  | 794  | 772  | 801  | 752  | 732  | 691  | 683  |

| 1901 | 1906 | 1911 | 1921 | 1926 | 1931 | 1936 | 1946 | 1954 |
| ---- | ---- | ---- | ---- | ---- | ---- | ---- | ---- | ---- |
| 690  | 703  | 655  | 590  | 593  | 555  | 582  | 551  | 528  |

| 1962 | 1968 | 1975 | 1982 | 1990 | 1999 | 2005 | 2006 | 2010 |
| ---- | ---- | ---- | ---- | ---- | ---- | ---- | ---- | ---- |
| 488  | 447  | 417  | 456  | 503  | 558  | 644  | 644  | 693  |

| 2015 | 2020 | 2022 | - | - | - | - | - | - |
| ---- | ---- | ---- | - | - | - | - | - | - |
| 710  | 735  | 737  | - | - | - | - | - | - |

### Enseignement
La commune est rattachée à l'académie de Grenoble.

### Médias
Historiquement, le quotidien à grand tirage Le Dauphiné libéré consacre, chaque jour, y compris le dimanche, dans son édition de Chartreuse et Sud Grésivaudan, un ou plusieurs articles à l'actualité du canton, ainsi que des informations sur les éventuelles manifestations locales, les travaux routiers, et autres événements divers à caractère local.
La commune est située sur l'aire de diffusion de la radio Ici Isère, une radio publique qui émet sur tout le territoire du département de l'Isère.

### Cultes
L'église paroissiale, propriété de la commune, est desservie par la paroisse Saint-Luc du Sud Grésivaudan, elle même dépendante du diocèse de Grenoble-Vienne.

## Culture et patrimoine

### Lieux et monuments
- Château Vincendon

Demeure familiale de Clément Adrien Vincendon-Dumoulin, compagnon de  Dumont d'Urville dans ses campagnes d’exploration de l’Antarctique sur la corvette L'Astrolabe, avec 17 officiers et 85 hommes, et la Zélée avec un équipage de 81.
- Château du Golard

Maison forte du XIIe siècle remaniée au XVIe siècle,ayant appartenu à Diane de Poitiers, maîtresse d'Henri II de France.
- Église Saint-Pierre-aux-Liens de Chevrières.
- Chapelle Notre-Dame-de-Lourdes de Chevrières

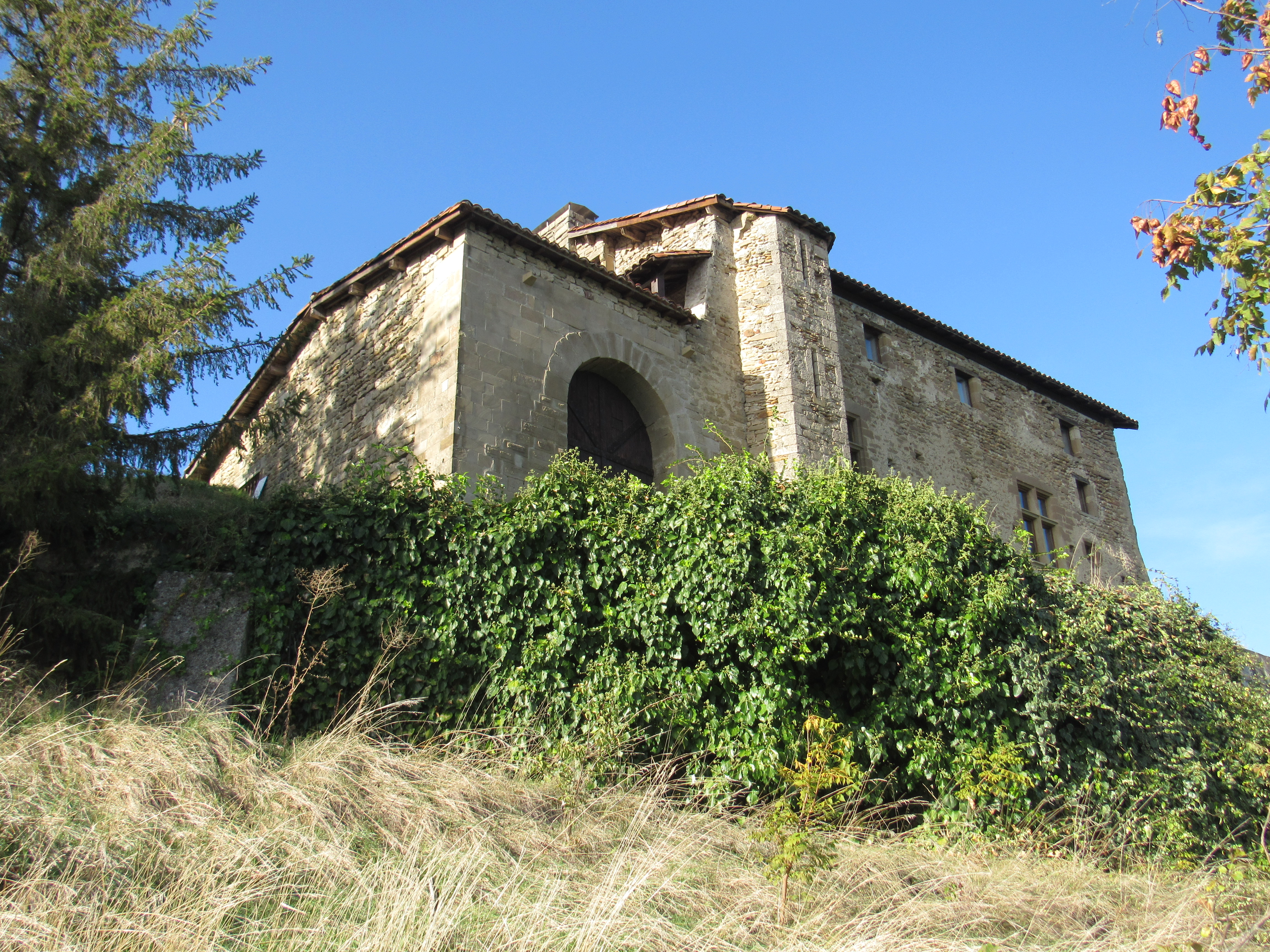
Le Château du Gollard.
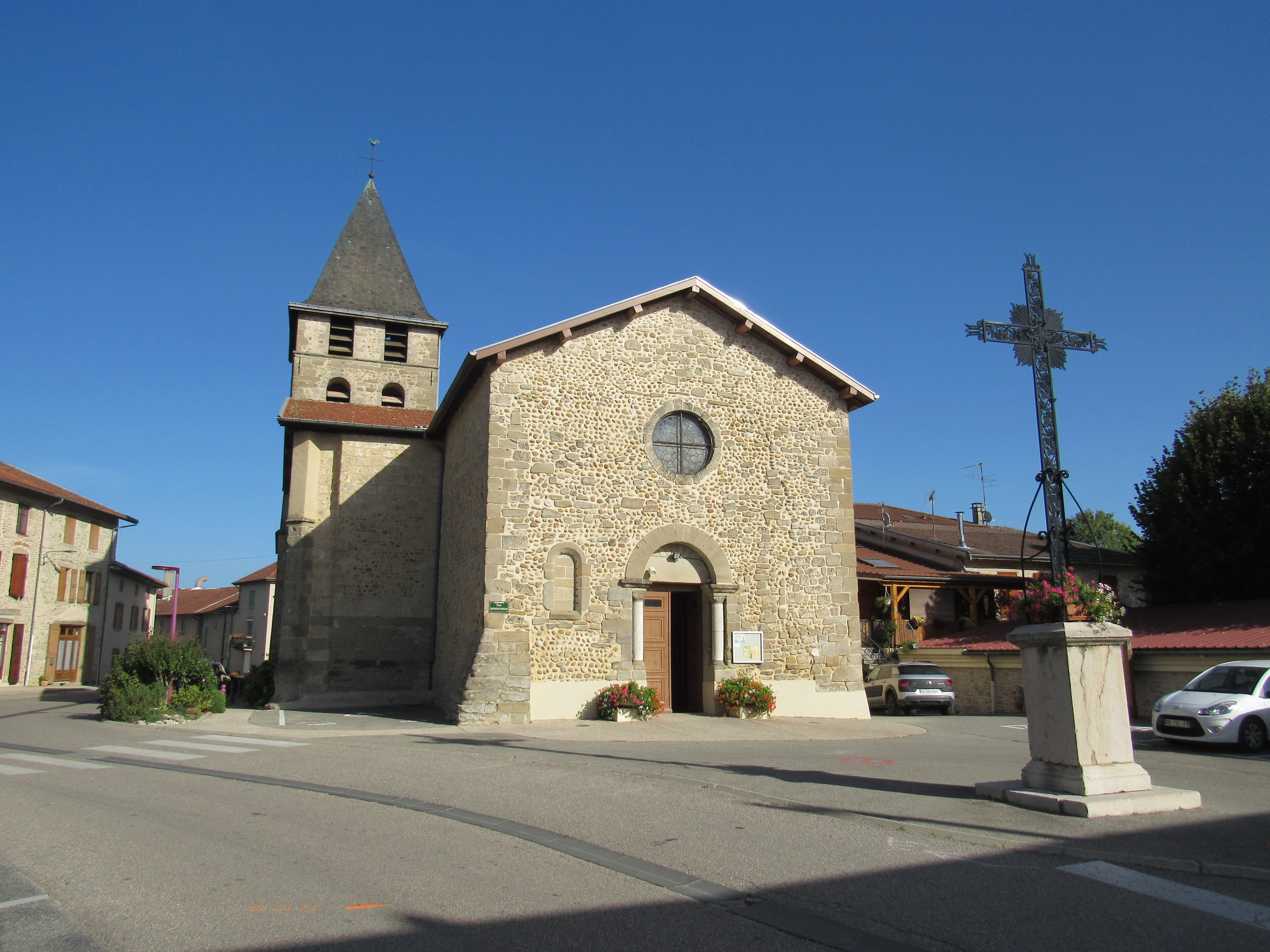
L'église Saint-Pierre-aux-Liens.
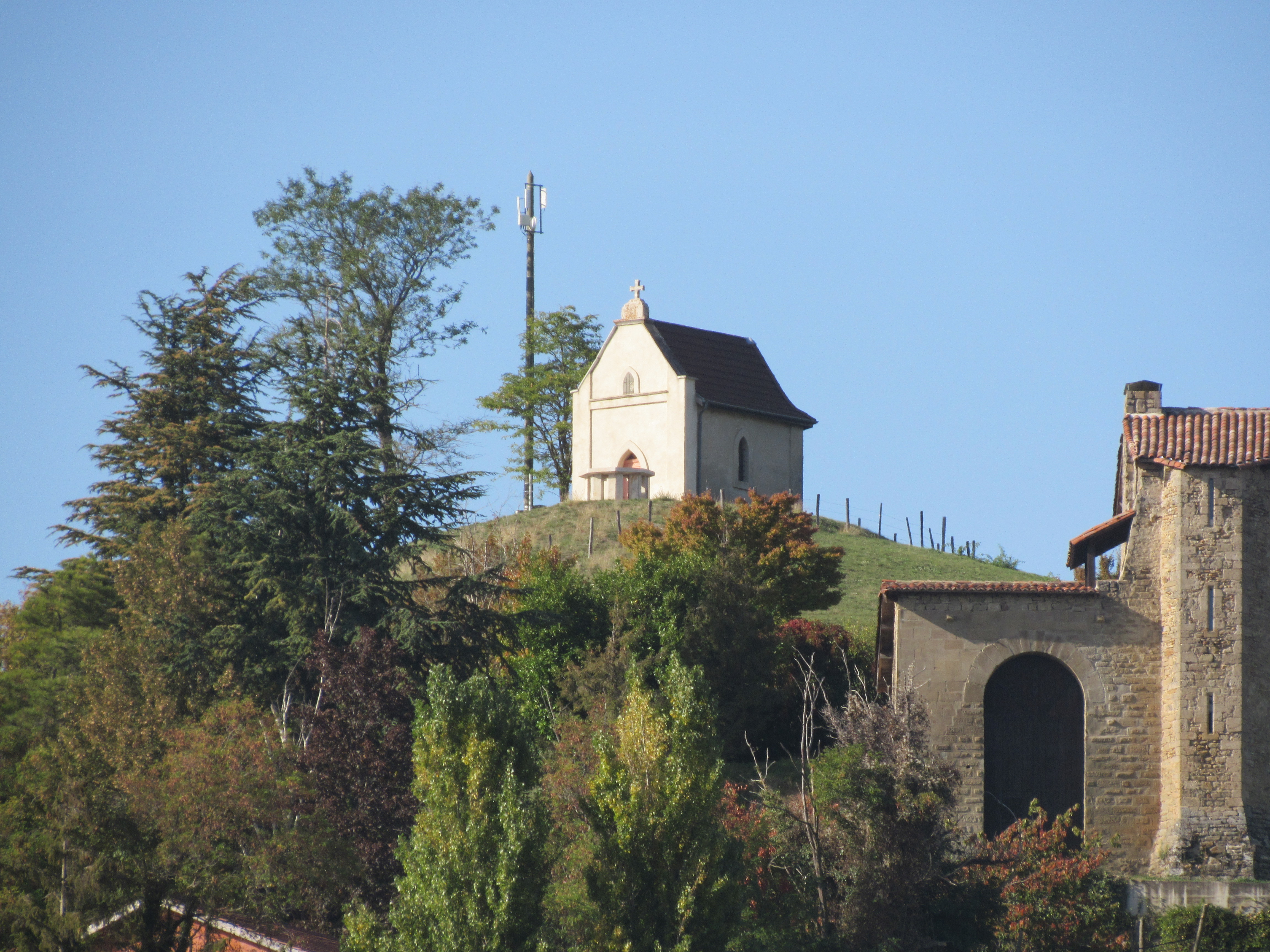
La Chapelle Notre-Dame de Lourdes.
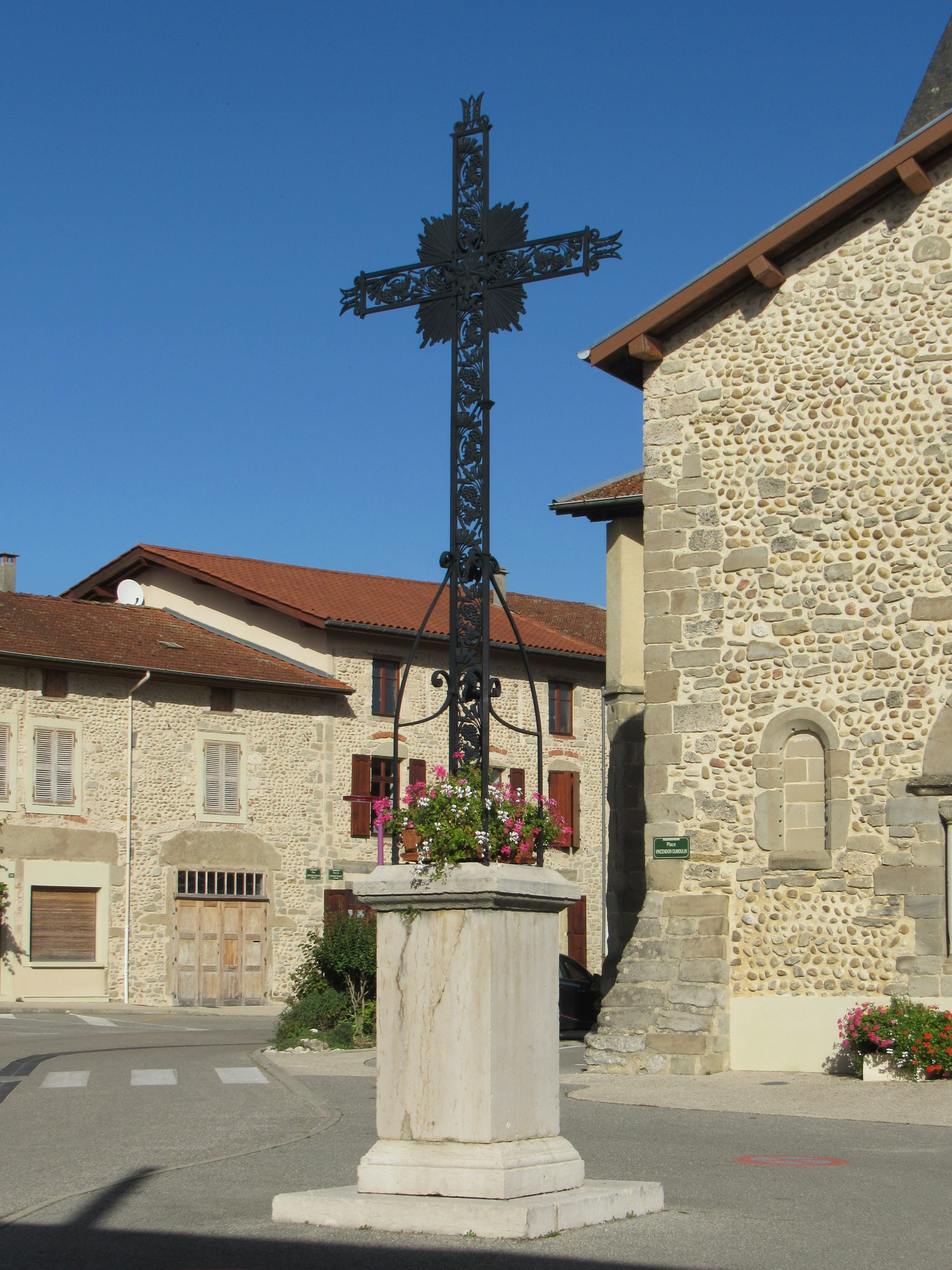
Croix de la place de l'église.

### Personnalités liées à la commune
- Famille de la Croix de Chevrières
- Jean de la Croix de Chevrières : comte de Saint-Vallier, avocat général puis président au Parlement de Grenoble au début du XVIIe siècle, il sera évêque de la même ville après son veuvage. L'un de ses fils, Alphonse, sera également évêque de Grenoble et son petit-fils, Jean-Baptiste de La Croix de Chevrières de Saint-Vallier, évêque de Québec.
- Clément Adrien Vincendon-Dumoulin (1811 - 1858) : Hydrographe de l'expédition scientifique de Dumont d'Urville en Océanie et au pôle austral (1837-1840), il fait le premier calcul de l'inclinaison magnétique permettant ainsi de localiser le pôle sud magnétique d'alors (23 janvier 1838) et dresse la première carte de la Terre Adélie (1840).
- Lucile Morat : sauteuse à skis, elle est originaire de Chevrières, où elle a passé les 11 premières années de sa vie.

### Héraldique
|  | Chevrières (Isère) possède des armoiries dont l'origine et le blasonnement exact ne sont pas disponibles. |